# 小头花香薷
小头花香薷（学名：Elsholtzia cephalantha）为唇形科香薷属下的一个种。

## 扩展阅读
維基物種上的相關：小头花香薷